# Ginásio Metropolitano de Tóquio

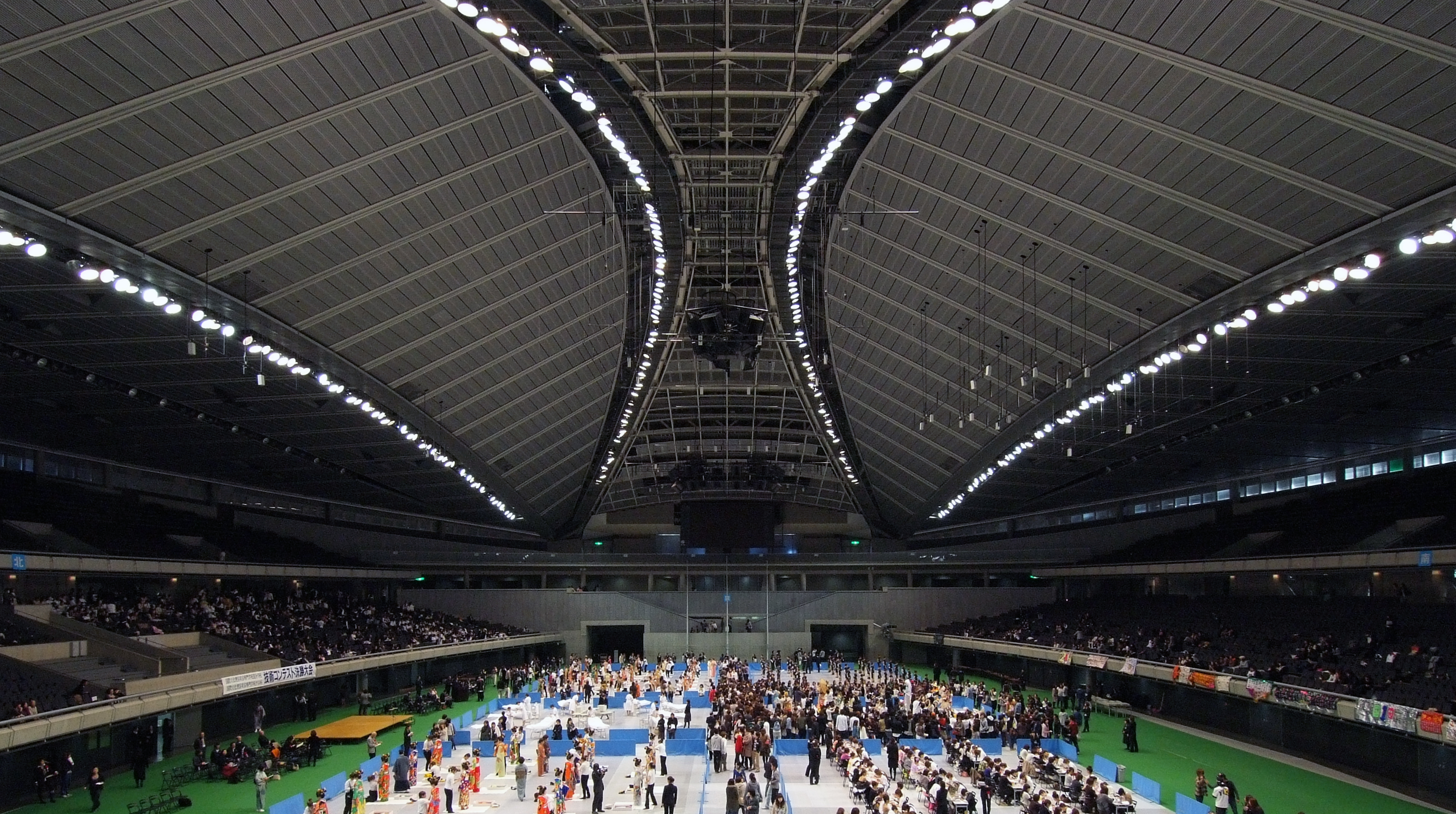
Interior

O Tokyo Metropolitan Gymnnasium (東京体育館, Tōkyō Taiikukan) é um estádio indoor, construído em 1962, servindo de sede dos eventos de ginástica artística nos Jogos Olímpicos de Verão de 1964.

## Ver Também
- Ginástica nos Jogos Olímpicos de Verão de 1964
- Jogos Olímpicos de Verão de 2020